# Dreischeibenhaus

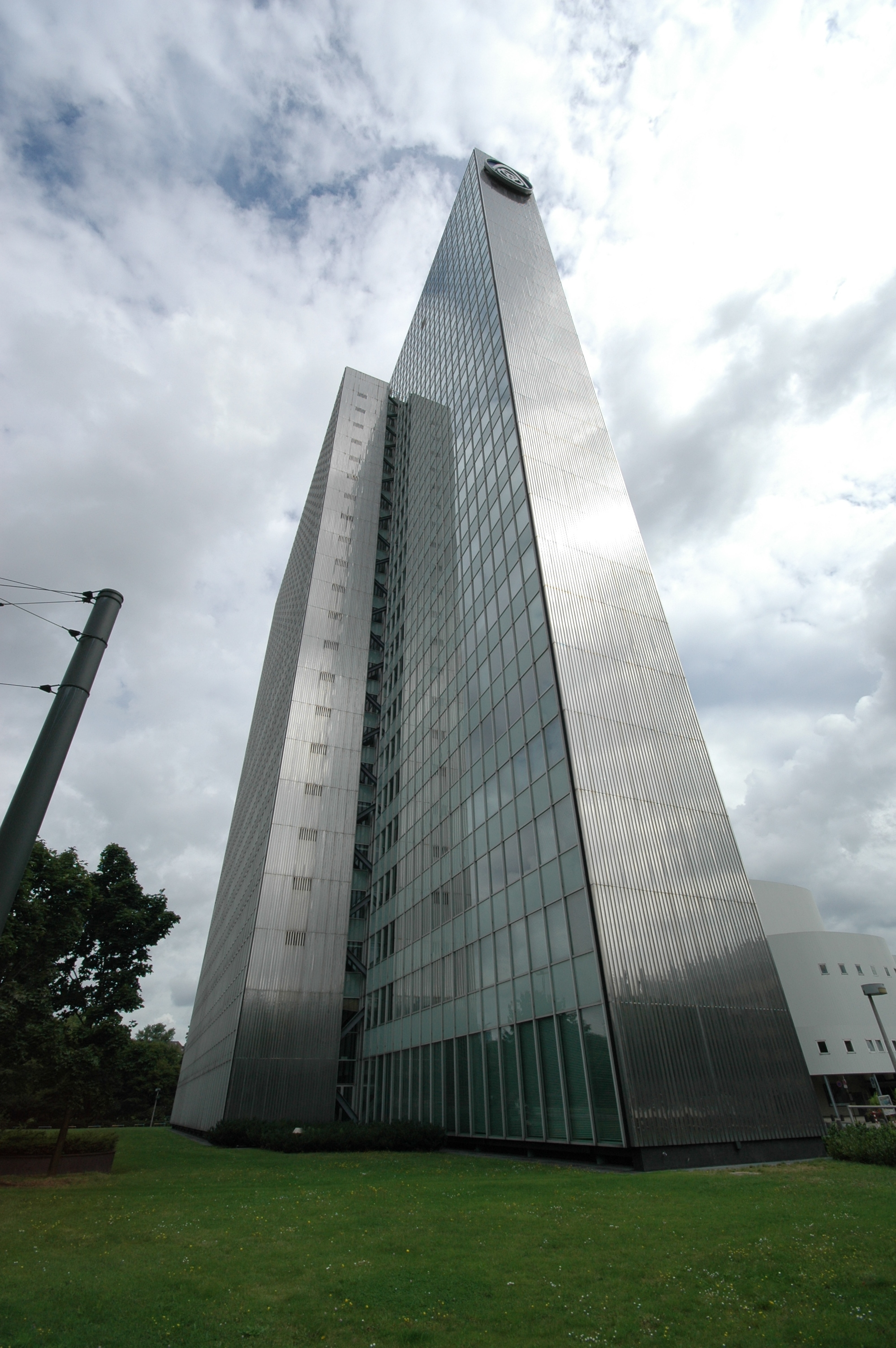
Dreischeibenhaus i Düsseldorf

Dreischeibenhaus eller Dreischeibenhochhaus, tidigare även kallat Thyssen-Haus eller Thyssen-Hochhaus, är en kontorsbyggnad på gatan Dreischeibenstraße (till 2013 August-Thyssen-Straße) Düsseldorf i västra Tyskland. Byggnaden uppfördes för Thyssen AG 1957-1960 efter ritningar av Hentrich, Petschnigg & Partner. Då ThyssenKrupp skapades 1999 blev det nytt huvudkontor för koncernen, fram till 2010 då det flyttade till Essen. Byggnaden är 94 meter hög och har 25 våningar. Namnet syftar på att byggnaden består av tre sammansatta skivor.